# Monica Dawson
Monica Dawson es uno de los personajes principales de la serie de ciencia ficción Héroes, creada por Tim Kring, cuyas principales características son la temática original de la relación entre varias personas con habilidades especiales que se unen para proteger al mundo. La serie va por su quinta temporada.

## Perfil
Monica Dawson es un personaje ficticio de la serie Héroes, Dana Davis es la encargada de darle vida a Monica Dawson en la segunda temporada. 
Es una estudiante que trabaja en un restaurante de comida rápida, en New Orleans. Ella vive con su abuela Nana Dawson, que toma la responsabilidad de cuidar a Monica y su hermano luego que su madre falleciera muerta durante la devastación del Huracán Katrina.

## Apariciones
Monica aparece en el episodio "The Kindness of Strangers". En dicho episodio se la ve apoyando a su familia y haciendo planes para escalar a un trabajo de gerencia en el restaurante de comida rápida donde trabaja, para incrementar sus ganancias y así mudarlos de New Orleans.
Al final del episodio "Fight or Flight", ella se encuentra con Mohinder Suresh, quien le ofrece ayuda para poder entender sus poderes.
Luego de eso procede hacer pruebas con ella, e intenta inyectarla con la variación del Shanti virus -quitándole los poderes- bajo las órdenes de Bob, pero es incapaz de hacerlo. Luego es liberada y se le entrega un iPod con movimientos para así copiarlos.

## Habilidades
Monica Dawson posee el poder de la memoria muscular adaptativa y reflejos fotográficos, permitiéndole a ella copiar cualquier movimiento físico, lo cual hace sin ninguna práctica previa.